# Berlingozzo
El Berlingozzo es un pastel procedente de Lamporecchio, en la provincia de Pistoia, en el centro de Italia. Es un sencillo pastel en forma de anillo, aromatizado con anís, y tiene sus orígenes en la época de los Medici. Es un típico pastel de carnaval, su nombre parece derivar de la palabra Berlingaccio, que significa "Jueves Gordo".
Los ingredientes son: yemas de huevo, harina, azúcar, ralladura de limón y/o naranja, mantequilla y leche.